# Sweet and Soulful Sounds
Sweet and Soulful Sounds è un album di Bobby Timmons, pubblicato dalla Riverside Records nel 1962. Il disco fu registrato al "Plaza Sound Studios" di New York nelle date indicate.

## Tracce
Lato A
1. The Sweetest Sounds – 4:56 (Richard Rodgers)
2. Turn Left – 5:26 (Bobby Timmons) – Registrato il 19 giugno 1962
3. God Bless the Child – 5:01 (Billie Holiday, Arthur Herzog, Jr.)
4. You'd Be so Nice to Come Home To – 4:35 (Cole Porter) – Registrato il 18 giugno 1962

Lato B
1. Another Live One – 4:10 (Bobby Timmons)
2. Alone Together – 5:59 (Howard Dietz, Arthur Schwartz) – Registrato il 19 giugno 1962
3. Spring Can Really Hang You Up the Most – 3:38 (Fran Landesman, Tommy Wolf) – Registrato il 18 giugno 1962
4. Why Was I Born ? – 5:49 (Oscar Hammerstein II, Jerome Kern) – Registrato il 19 giugno 1962

## Musicisti
- Bobby Timmons - pianoforte
- Sam Jones - contrabbasso (brani : A1, A2, A4, B1 & B3)
- Roy McCurdy - batteria (brani : A1, A2, A4, B1 & B3)